# إستانيسلاو دي فيغويريدو بامبلونا
إستانيسلاو دي فيغويريدو بامبلونا (بالبرتغالية: Estanislau de Figueiredo Pamplona‏) الشهير باسم بامبلونا (24 مارس 1904 في بيليم ، البرازيل – 29 أكتوبر 1973) لاعب كرة قدم برازيلي راحل كان يجيد اللعب في مركز الوسط المهاجم .
خلال مسيرته الرياضية كلاعب الممتدة من 1922 إلى 1935 حقق بطولة ولاية ريو دي جانيرو 3 مرات 1930 ، 1933 ، 1934.
شارك مع منتخب البرازيل في بطولة كأس العالم لكرة القدم 1930 التي أقيمت في الأوروغواي وخرج من الدور الأول من دون أي يلعب أي مباراة.

## روابط خارجية
- إستانيسلاو دي فيغويريدو بامبلونا على موقع الاتحاد الدولي (مؤرشف)  (الإنجليزية)
- إستانيسلاو دي فيغويريدو بامبلونا على موقع قاعدة بيانات كرة القدم.إي يو (الإنجليزية)
- إستانيسلاو دي فيغويريدو بامبلونا على موقع Soccerway.com (الإنجليزية)
- إستانيسلاو دي فيغويريدو بامبلونا على موقع عالم كرة القدم.نت (الإنجليزية)